# La Điền
La Điền (chữ Hán giản thể: 罗田县, Hán Việt La Điền huyện) là một huyện thuộc địa cấp thị Hoàng Cương, tỉnh Hồ Bắc, Cộng hòa Nhân dân Trung Hoa. Huyện này có diện tích 2129,1 km2, dân số năm 2004 là 590.000 người. Huyện này có các đơn vị hành chính gồm 7 trấn (Phượng Sơn, Lạc Đà, Đại Hà Ngạn, Cửu Tư Hà, Thắng Lợi, Hà Phố, Tam Lý Phán) và 5 hương (Bạch Liên, Khuông Hà, Bạch Miếu Hà Bình Hồ, Đại Kỳ). Huyện La Điền là nơi có đỉnh núi Thiên Đường Trại của dãy núi Đại Biệt với độ cao 1729,13 m so với mực nước biển